# Chamissoa
Chamissoa là chi thực vật có hoa trong họ Amaranthaceae.